# Інженерні боєприпаси

Стенд з інженерними боєприпасами у Хмельницькому музеї еволюції мін

Інженерні боєприпаси — засоби інженерного озброєння, до складу яких входять вибухові речовини чи піротехнічні суміші.

## Класифікація
До інженерних боєприпасів належать інженерні міни та заряди вибухових речовин.

## Інженерні міни
Інженерна міна це боєприпас, що встановлюється під землею, на землі чи поблизу землі або іншої поверхні і призначений для вибуху, спричиненого присутністю, близькістю чи контактом з людиною або транспортним засобом.
Інженерні міни діляться на такі види:
протитанкові:
- протигусеничні
- протиднищеві
- протибортові

протипіхотні:
- осколкові направленої дії
- осколкові кругової дії

протидесантні:
- якірні контактні
- донні контактні

річкові:
- річкові якірні
- сплавні річкові

спеціальні:
- протитранспортні
- об’єктні
- прилипаючі
- міни-пастки
- сигнальні

## Заряди вибухової речовини
Заряд вибухової речовини являє собою певну кількість вибухової речовини необхідної конфігурації, маси та об'єму, залежно від призначення. Заряди бувають як промислового виготовлення, так і виготовлені вручну.
Розрізняють зосереджені, подовжені та фігурні заряди. Зосереджені та подовжені заряди також можуть бути кумулятивними.